# Lista de maiores sequências de vitórias da Major League Baseball
Esta é uma lista das maiores sequências de vitórias na história da Major League Baseball.

## Campo
| ^  | ^  | Denota sequências que incluem empates não oficiais             |
| ** | ** | Denota sequências cujo período se estendeu por duas temporadas |
|    |    | Denota sequências que estão em progresso                       |
| *  | *  | Denota temporada em que a equipe venceu a World Series         |

## Sequência de jogos

### Temporada regular
Esta lista contém apenas as 30 maiores sequências consistindo apenas de jogos da temporada regular.
| Posição       | Jogos | Time                     | Temporada(s) | Vitórias derrotas | Data                      | Placar                    | Oponente                  | Data                   | Placar                 | Oponente               |
| Posição       | Jogos | Time                     | Temporada(s) | Vitórias derrotas | Início (primeira vitória) | Início (primeira vitória) | Início (primeira vitória) | Fim (primeira derrota) | Fim (primeira derrota) | Fim (primeira derrota) |
| ------------- | ----- | ------------------------ | ------------ | ----------------- | ------------------------- | ------------------------- | ------------------------- | ---------------------- | ---------------------- | ---------------------- |
| 1             | 26    | New York Giants^         | 1916         | 86-66             | 7 de setembro de 1916     | 4-1                       | Brooklyn Robins           | 30 de setembro de 1916 | 3-8                    | Boston Braves          |
| 2             | 22    | Cleveland Indians        | 2017         | 91–57             | 24 de agosto de 2017      | 13–6                      | Boston Red Sox            | 15 de setembro de 2017 | 3–4                    | Kansas City Royals     |
| 3 (empatado)  | 21    | Chicago White Stockings^ | 1880         | 67-17             | 2 de junho de 1880        | 5-4                       | Boston Braves             | 10 de julho de 1880    | 0-2                    | Cleveland Spiders      |
| 3 (empatado)  | 21    | Chicago Cubs             | 1935         | 100-54            | 4 de setembro de 1935     | 8-2                       | Philadelphia Phillies     | 28 de setembro de 1935 | 5-7 (11)               | St. Louis Cardinals    |
| 5 (empatado)  | 20    | St. Louis Maroons        | 1884         | 94-19             | 20 de abril de 1884       | 7-2                       | Chicago/Pittsburgh        | 24 de maio de 1884     | 1-8                    | Boston Reds            |
| 5 (empatado)  | 20    | Providence Grays         | 1884         | 84-28             | 7 de agosto de 1884       | 4-2                       | New York Giants           | 9 de setembro de 1884  | 0-2                    | Buffalo Bisons         |
| 5 (empatado)  | 20    | Oakland Athletics        | 2002         | 103-59            | 13 de agosto de 2002      | 5-4                       | Toronto Blue Jays         | 6 de setembro de 2002  | 0-6                    | Minnesota Twins        |
| 8 (empatado)  | 19    | Chicago White Sox^       | 1906*        | 93-58             | 2 de agosto de 1906       | 3-0                       | Boston Americans          | 25 de agosto de 1906   | 4-5                    | Washington Senators    |
| 8 (empatado)  | 19    | New York Yankees         | 1947*        | 97-57             | 29 de junho de 1947       | 3-1                       | Washington Senators       | 18 de julho de 1947    | 0-8                    | Detroit Tigers         |
| 10 (empatado) | 18    | Chicago White Stockings  | 1885         | 87-25             | 1º de junho de 1885       | 6-0                       | Detroit Wolverines        | 25 de junho de 1885    | 0-2                    | Philadelphia Phillies  |
| 10 (empatado) | 18    | Boston Beaneaters^       | 1891         | 87-51             | 16 de setembro de 1891    | 7-2                       | Chicago Colts             | 3 de outubro de 1891   | 3-5                    | Philadelphia Phillies  |
| 10 (empatado) | 18    | New York Giants          | 1904         | 106-47            | 16 de junho de 1904       | 4-3                       | St. Louis Cardinals       | 4 de julho de 1904     | 5-6                    | Philadelphia Phillies  |
| 10 (empatado) | 18    | New York Yankees         | 1953*        | 99-52             | 27 de maio de 1953        | 3-1                       | Washington Senators       | 16 de junho de 1953    | 1-3                    | St. Louis Browns       |
| 14 (empatado) | 17    | St. Louis Browns         | 18851        | 79-33             | 5 de maio de 1885         | 12-4                      | Louisville Colonels       | 2 de junho de 1885     | 1-7                    | Baltimore Orioles      |
| 14 (empatado) | 17    | Boston Beaneaters        | 1897         | 93-39             | 31 de maio de 1897        | 25-5                      | St. Louis Cardinals       | 22 de junho de 1897    | 4-7                    | Brooklyn Bridegrooms   |
| 14 (empatado) | 17    | New York Giants          | 1907         | 82-71             | 25 de abril de 1907       | 6-3                       | Philadelphia Phillies     | 20 de maio de 1907     | 4-6                    | St. Louis Cardinals    |
| 14 (empatado) | 17    | Washington Senators      | 1912         | 91-61             | 30 de maio de 1912        | 5-0                       | Boston Red Sox            | 19 de junho de 1912    | 1-2                    | Philadelphia Athletics |
| 14 (empatado) | 17    | New York Giants          | 1916         | 86-66             | 9 de maio de 1916         | 13-5                      | Pittsburgh Pirates        | 30 de maio de 1916     | 1-5                    | Philadelphia Phillies  |
| 14 (empatado) | 17    | Philadelphia Athletics   | 1931         | 107-45            | 5 de maio de 1931         | 4-1                       | Boston Red Sox            | 26 de maio de 1931     | 2-6                    | New York Yankees       |
| 14 (empatado) | 17    | Pittsburgh Pirates**     | 1937 1938    | 86-68 86-64       | 24 de setembro de 1937    | 8-2                       | Cincinnati Reds           | 26 de abril de 1938    | 3-5 (10)               | Chicago Cubs           |
| 21 (empatado) | 16    | St. Louis Maroons        | 1884         | 94-19             | 26 de agosto de 1884      | 5-4                       | Chicago/Pittsburgh        | 18 de setembro de 1884 | 2-4                    | Washington Nationals   |
| 21 (empatado) | 16    | Philadelphia Quakers^    | 1887         | 75-48             | 15 de setembro de 1887    | 8-4                       | Indianapolis Hoosiers     | 20 de abril de 1888    | 3-4                    | Boston Beaneaters      |
| 21 (empatado) | 16    | Philadelphia Phillies    | 1890         | 78-53             | 8 de julho de 1890        | 9-4                       | Cincinnati Reds           | 28 de julho de 1890    | 4-12                   | Chicago Colts          |
| 21 (empatado) | 16    | Philadelphia Phillies    | 1892         | 87-66             | 10 de junho de 1892       | 7-1                       | Cleveland Spiders         | 29 de junho de 1892    | 1-9                    | Boston Beaneaters      |
| 21 (empatado) | 16    | Pittsburgh Pirates       | 1909*        | 110-42            | 9 de setembro de 1909     | 3-1                       | Cincinnati Reds           | 27 de setembro de 1909 | 7-8                    | New York Giants        |
| 21 (empatado) | 16    | New York Giants          | 1912         | 103-48            | 19 de junho de 1912       | 6-5                       | Boston Braves             | 4 de julho de 1912     | 4-10                   | Brooklyn Dodgers       |
| 21 (empatado) | 16    | New York Yankees         | 1926         | 91-63             | 10 de maio de 1926        | 13-9                      | Detroit Tigers            | 28 de maio de 1926     | 1-2                    | Philadelphia Athletics |
| 21 (empatadp) | 16    | New York Giants          | 1951         | 98-59             | 12 de agosto de 1951      | 3-2                       | Philadelphia Phillies     | 28 de agosto de 1951   | 0-2                    | Pittsburgh Pirates     |
| 21 (empatado) | 16    | Kansas City Royals       | 1977         | 102-60            | 31 de agosto de 1977      | 5-4                       | Texas Rangers             | 16 de setembro de 1977 | 1-4                    | Seattle Mariners       |
| 21 (empatado) | 16    | Milwaukee Brewers**      | 1986 1987    | 77-84 91-71       | 3 de outubro de 1986      | 4-1                       | Toronto Blue Jays         | 21 de abril de 1987    | 1-7                    | Chicago White Sox      |

#### National Association
| Posição      | Jogos | Time                  | Temporada(s) | Vitórias derrotas | Data                      | Placar                    | Oponente                  | Data                   | Placar                 | Oponente                  |
| Posição      | Jogos | Time                  | Temporada(s) | Vitórias derrotas | Início (primeira vitória) | Início (primeira vitória) | Início (primeira vitória) | Fim (primeira derrota) | Fim (primeira derrota) | Fim (primeira derrota)    |
| ------------ | ----- | --------------------- | ------------ | ----------------- | ------------------------- | ------------------------- | ------------------------- | ---------------------- | ---------------------- | ------------------------- |
| 1            | 26    | Boston Red Stockings^ | 1875         | 71-8              | 19 de abril de 1875       | 6-0                       | New Haven Elm Citys       | 5 de junho de 1875     | 4-5                    | St. Louis Brown Stockings |
| 2            | 18    | Boston Red Stockings  | 1872         | 39-8              | 7 de maio de 1872         | 23-3                      | Brooklyn Atlantics        | 20 de julho de 1872    | 10-17                  | Troy Trojans              |
| 3 (empatado) | 15    | Hartford Dark Blues** | 1874 1875    | 16-37 54-28       | 27 de outubro de 1874     | 10-3                      | Philadelphia Whites       | 18 de maio de 1875     | 5-10                   | Boston Red Stockings      |
| 3 (empatado) | 15    | Boston Red Stockings  | 1875         | 71-8              | 6 de setembro de 1875     | 9-4                       | Philadelphia Whites       | 29 de outubro de 1875  | 8-9                    | Hartford Dark Blues       |

1Denota temporada em que um time venceu a flâmula na American Association, que não é reconhecida como um grande liga pela Major League Baseball.

### Pós-temporada
A lista contém apenas as 10 maiores sequências consistindo "inteiramente" de jogos de pós-temporada.
| Posição      |       |                      |                 |                           |                           |                           |                        |                        |                        |
| Posição      | Jogos | Time                 | Time            | Início (primeira vitória) | Início (primeira vitória) | Início (primeira vitória) | Fim (primeira derrota) | Fim (primeira derrota) | Fim (primeira derrota) |
| ------------ | ----- | -------------------- | --------------- | ------------------------- | ------------------------- | ------------------------- | ---------------------- | ---------------------- | ---------------------- |
| 1 (empatado) | 12    | New York Yankees     | 1927–1928, 1932 | 5 de outubro de 1927      | 5-4                       | Pittsburgh Pirates        | 30 de setembro de 1936 | 1-6                    | New York Giants        |
| 1 (empatado) | 12    | New York Yankees     | 1998–1999       | 10 de outubro de 1998     | 4-0                       | Cleveland Indians         | 16 de outubro de 1999  | 1-13                   | Boston Red Sox         |
| 3            | 11    | Kansas City Royals   | 1985, 2014      | 24 de outubro de 1985     | 6-1                       | St. Louis Cardinals       | 21 de outubro de 2014  | 1-7                    | San Francisco Giants   |
| 4 (empatado) | 10    | New York Yankees     | 1937–1939, 1941 | 10 de outubro de 1937     | 4-2                       | New York Giants           | 2 de outubro de 1941   | 2-3                    | Brooklyn Dodgers       |
| 4 (empatado) | 10    | Oakland Athletics    | 1989–1990       | 7 de outubro de 1989      | 6-5                       | Toronto Blue Jays         | 16 de outubro de 1990  | 0-7                    | Cincinnati Reds        |
| 4 (empatado) | 10    | San Francisco Giants | 2012, 2014      | 19 de outubro de 2012     | 5-0                       | St. Louis Cardinals       | 6 de outubro de 2014   | 1-4                    | Washington Nationals   |
| 7            | 9     | Boston Red Sox       | 2007–2008       | 18 de outubro de 2007     | 7-1                       | Cleveland Indians         | 5 de outubro de 2008   | 4-5 (12)               | Los Angeles Angels     |
| 8 (empatado) | 8     | Cincinnati Reds      | 1975–1976       | 22 de outubro de 1975     | 4-3                       | Boston Red Sox            | 12 de outubro de 1979  | 2-5 (11)               | Pittsburgh Pirates     |
| 8 (empatado) | 8     | Cincinnati Reds      | 1990, 1995      | 12 de outubro de 1990     | 2-1                       | Pittsburgh Pirates        | 10 de outubro de 1995  | 1-2 (11)               | Atlanta Braves         |
| 8 (empatado) | 8     | Boston Red Sox       | 2004            | 17 de outubro de 2004     | 6-4 (12)                  | New York Yankees          | 4 de outubro de 2005   | 2-14                   | Chicago White Sox      |
| 8 (empatado) | 8     | Chicago White Sox    | 2005            | 12 de outubro de 2005     | 2-1                       | Los Angeles Angels        | 2 de outubro de 2008   | 4-6                    | Tampa Bay Rays         |